# Sóng lạnh Bắc Mỹ tháng 1–tháng 2 năm 2019
Vào cuối tháng 1 năm 2019, một đợt sóng lạnh nghiêm trọng do cơn xoáy cực gây ra đã tấn công vùng Trung Tây Hoa Kỳ và Đông Canada, giết chết ít nhất 8 người và có thể hơn 22 người. Nó xuất hiện sau một cơn bão mùa đông mang đến tuyết dày tới 13 inch (33 cm) ở một số vùng.

## Sự kiện khí tượng

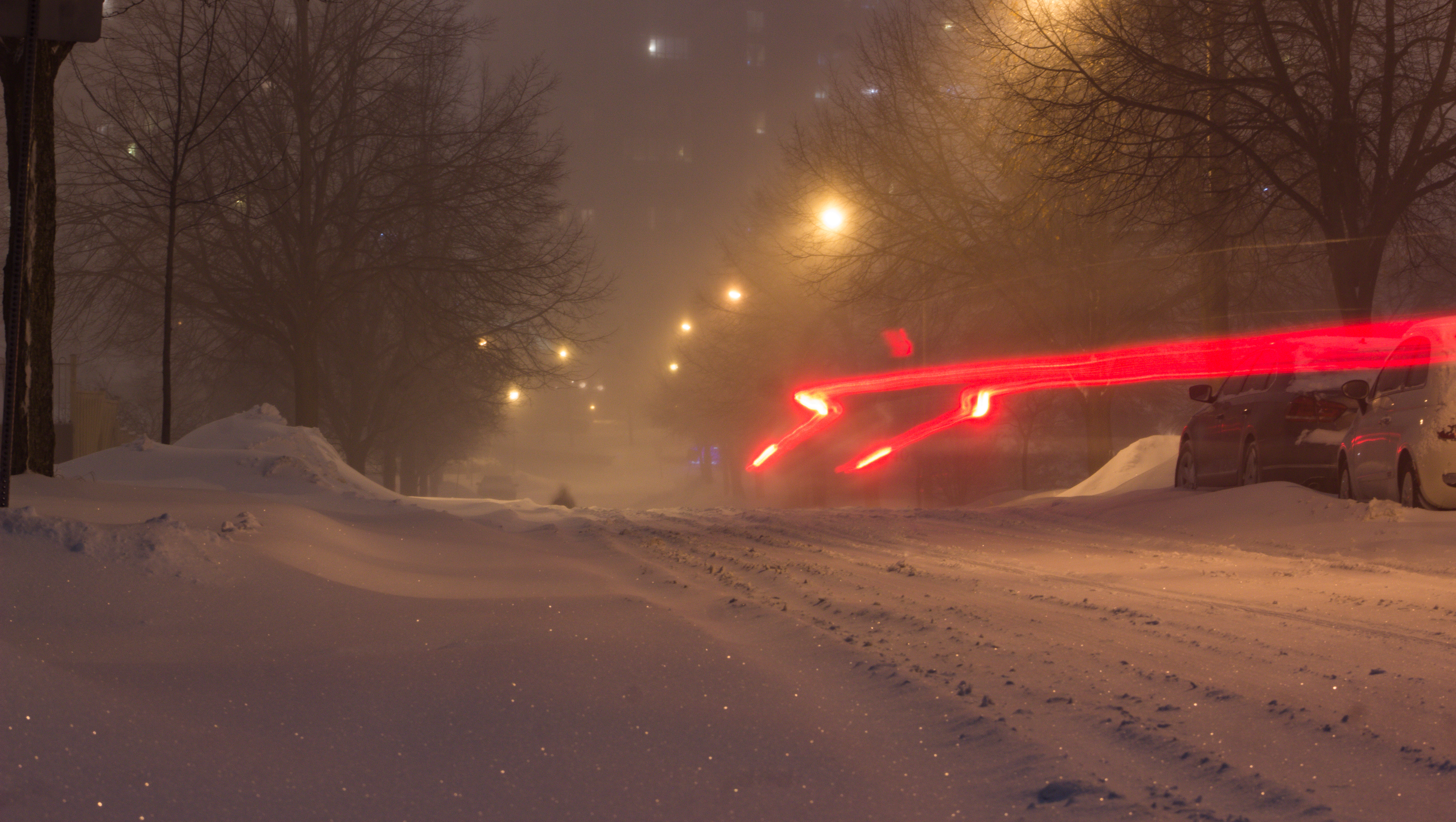
Bão tuyết Toronto

Thông thường, dòng phản lực Bắc bán cầu di chuyển đủ nhanh để giữ cho dòng xoáy cực đứng yên trong tầng bình lưu trên Bắc Cực. Vào cuối tháng 1 năm 2019, sự suy yếu của dòng khí đã chia đôi xoáy cực, với một phần xoáy cực đi về phía nam và bị giữ lại ở miền trung Canada và bắc trung bộ Hoa Kỳ trong khoảng một tuần trước khi nó tan đi. Luồng không khí lạnh từ Bắc Cực tạo ra những cơn gió lớn và mang đến nhiệt độ rất thấp dưới 0, và càng trở nên trầm trọng hơn bởi gió lạnh nghiêm trọng. Một lượng lớn tuyết rơi ở khu vực bị ảnh hưởng. Các kiểu thời tiết bất thường đã được quy cho sự thay đổi khí hậu.

## Hoa Kỳ
Các tiểu bang của Hoa Kỳ Michigan, tiểu bang New York, Illinois, Wisconsin, Minnesota, North Dakota và Indiana bị ảnh hưởng bởi xoáy cực. 
Ở khu vực Chicago, nhiệt độ xuống thấp đến −23 °F (−31 °C) tại sân bay quốc tế O'Hare vào ngày 30 tháng 1. Đảo phía Bắc của Chicago ghi nhận nhiệt độ thấp tới −21° F (−29 °C) và Chicago Sân bay quốc tế Midway ghi nhận nhiệt độ −22 °F (30 °C). Chicago cũng đạt mức thấp kỷ lục vào ngày 31 tháng 1, với nhiệt độ −21 °F (−29 °C) và gió thổi −41 °F (−41 °C).

## Canada
Toronto, Ontario đã trải qua cơn bão tuyết lớn nhất trong 6 năm với tuyết dày 33 cm (13 in) tích tụ tại sân bay quốc tế Toronto Pearson, trước khi giảm xuống mức thấp −23 °C (−9 °F). Vô số xe hơi bị kẹt và bỏ hoang trên đường Don Valley Parkway. Nhiều trường học và đại học địa phương đã hủy các lớp học do thời tiết. Điều kiện tuyết rơi và bão tuyết đã đóng cửa nhiều con đường trong khu vực.
Tại Winnipeg, Manitoba, nhiệt độ thấp tới −39,9 °C (39,8 °F), nhiệt độ lạnh nhất được ghi nhận trong thành phố kể từ tháng 2 năm 2007, khi nó đạt đến −42,2 °C (−44,0 °F). Gió lạnh thấp đến −52 °C (−62 °F).
Ở Tây Nam Ontario, nhiệt độ −27 °C (−17 °F) được dự kiến ở Windsor, Ontario. Các trung tâm sưởi ấm đã được thiết lập trong các thư viện của Windsor và Chatham-Kent cho những người vô gia cư và bất kỳ ai khác bị ảnh hưởng bởi không khí lạnh.